# Джордан Довер
Джордан Довер (англ. Jordan Dover, нар. 14 грудня 1994, Ейджакс) — гаянський футболіст, захисник клубу «Піттсбург Рівергаундз». Виступав, зокрема, за клуби «Дюрем Юнайтед» та «Рочестер Ріноз», а також національну збірну Гаяни.

## Клубна кар'єра

### Коледж
Народився 14 грудня 1994 року в місті Ейджакс. З 2012 по 2015 рік виступав за університетську команду «Грін-Бей Фенікс» (Університет Вісконсин—Грін-Бей).

### Професіональна кар'єра
У дорослому футболі дебютував 2016 року виступами за команду «Дюрем Юнайтед», в якій того року взяв участь у 16 матчах Ліги 1 Онтаріо.
Своєю грою за цю команду привернув увагу представників тренерського штабу клубу «Рочестер Ріноз», до складу якого приєднався 15 лютого 2017 року, підписавши свій перший професіональний контракт. У команді виступав протягом одного сезону, після чого клуб заявив, що у USL 2018 він не гратиме. Більшість часу, проведеного у складі «Рочестер Ріноз», був основним гравцем захисту команди.
До складу клубу «Піттсбург Рівергаундз» з USL приєднався 19 грудня 2018 року. Станом на 19 червня 2019 року відіграв за команду з Піттсбурга 39 матчів в національному чемпіонаті.

## Виступи за збірну
У травні 2019 року потрапив до попереднього списку з гравців збірної Гаяни, які повинні були поїхати на Золотий кубок КОНКАКАФ 2019 року. 30 травня увійшов до фінального списку збірної Гаяни для участі в континентальній першості. Дебютував у збірній 18 червня 2019 рокув поєдинку проти Сполучених Штатів, вийшовши на поле в стартовому складі.

## Статистика виступів

### Статистика виступів за збірну
| Дата      | Місто                | Господарі | Результат | Гості | Турнір                         | Голи | Примітки |
| --------- | -------------------- | --------- | --------- | ----- | ------------------------------ | ---- | -------- |
| 18-6-2019 | Сент-Пол (Міннесота) | США       | 4 – 0     | Гаяна | Кубок КОНКАКАФ 2019 - 1-й етап | -    |          |
| Усього    |                      | Матчів    | 1         |       | Голів                          | 0    |          |